# Idealnie niedobrana para
Idealnie niedobrana para (oryg. Perfect Opposites lub A Piece of My Heart) – film z 2004 roku w reżyserii Matta Coopera.

## Obsada
- Jennifer Tilly – Elyse
- Piper Perabo – Julia
- Martin Henderson – Drew
- Kathleen Wilhoite – Terri
- Nichole Hiltz – Celeste
- Artie Lange – Lenny